# مايكل فالنر
مايكل فالنر (بالألمانية: Michael Wallner)‏ (و. 1958  م) هو ممثل، وكاتب سيناريو، وكاتب نمساوي، ولد في غراتس.

## جوائز
حصل على جوائز منها:
- Euregio Young People Literature Award  [لغات أخرى]‏ (2008)
- ميدالية كاينز  [لغات أخرى]‏

## وصلات خارجية
- مايكل فالنر على موقع IMDb (الإنجليزية)
- مايكل فالنر على موقع مونزينجر (الألمانية)
- مايكل فالنر على موقع ألو سيني (الفرنسية)
- مايكل فالنر على موقع قاعدة بيانات الفيلم (الإنجليزية)
- مايكل فالنر على موقع كينوبويسك (الروسية)

- مايكل فالنر في قاعدة بيانات الأفلام على الإنترنت